# Josef Matej
Josef Matej (født 19. februar 1922 - død 28. marts 1992 i Brusperk, Tjekkiet) var en tjekkisk komponist og trombonist.
Matej lærte tidligt at spille på trombone af sin fader, og studerede komposition på Prags Musikkonservatorium under Emil Hlobil (1942-1947).
Han var i sine tidlige år influeret af folkloren fra sin hjemegn, men slog senere over i en mere farverig kompositions form med orientalske elementer.
Matej har skrevet 5 symfonier, orkestermusik,violinkoncert, trombonekoncert, trompetkoncert, fløjtekoncert, balletmusik etc.

## Udvalgte værker
- Symfoni nr. 1 (1956) - for orkester
- Symfoni nr. 2 (1960) - for orkester
- Symfoni nr. 3 "Dramatisk Symfoni" (1970) - for orkester
- Symfoni nr. 4 (1974) - for orkester
- Symfoni nr. 5 (1977) - for orkester
- Trombonekoncert (1947-1951) - for trombone og orkester
- Violinkoncert (1961) - for violin og orkester
- Trompetkoncert (1963) . for trompet og orkester
- Tre symfoniske danse (1952) - for orkester
- Serenade (1949) - for strygeorkester